# 로이스 와일드
로이스 와일드(Lois Wilde, 본명: 에디티아 로이스 와일드, Edithia Lois Wilde, 1907년 8월 14일 ~ 1995년 2월 16일)는 미국의 배우, 영화배우이다. 댄서, 미인 대회 우승자이기도 하다. 로스앤젤레스에서 태어났다. 그녀는 B급 서부극 및 액션 영화에 출연한 것으로 가장 유명했으며 언더씨 킹덤(Undersea Kingdom, 1936)에도 출연한 것으로 유명하다.
와일드는 1995년 2월 16일 매사추세츠 주 애틀보로에서 87세의 나이로 사망했다.

## 영화
- 대서양비밀 (1936년)